# Paulo Lokoro
Paulo Amotun Lokoro, född 1 januari 1992, är en sydsudanesisk medeldistanslöpare.

## Karriär
Lokoro tävlade som Flyktingidrottare vid olympiska sommarspelen 2016 i Rio de Janeiro, där han blev utslagen i försöksheatet på 1 500 meter.
I augusti 2021 vid OS i Tokyo blev Lokoro utslagen i försöksheatet på 1 500 meter.